# Elecciones al Parlamento Europeo de 2004 (Luxemburgo)
En las elecciones al Parlamento Europeo de 2004 en Luxemburgo, celebradas en junio, se escogió a los 6 representantes de dicho país para la sexta legislatura del Parlamento Europeo.

## Resultados
| Datos de participación | Datos de participación | Datos de participación |
| ---------------------- | ---------------------- | ---------------------- |
| Censo electoral        | 229.550                | 100%                   |
| Votantes               | 209.402                | 91,2                   |
| Abstención             | 20.148                 | 8,8                    |
| Válidos                | 1.103.877              |                        |
| A candidatura          | 1.086.361              | 98,4                   |
| Blancos                | 17.516                 | 1,6                    |

| ← Elecciones al Parlamento Europeo de 2004 →               |         |       |         |
| Partido                                                    | Votos   | %     | Escaños |
| Chrëstchtlech Sozial Vollkspartei (CSV)                    | 403.370 | 37,13 | 3       |
| Partido Socialista Obrero Luxemburgués (LSAP)              | 239.967 | 22,09 | 1       |
| Déi Gréng (DG)                                             | 163.204 | 15,02 | 1       |
| Partido Demócrata (DP)                                     | 161.507 | 14,87 | 1       |
| Aktiounskomitee fir Democratie an Retengerechtegkeet (ADR) | 87.236  | 8,03  | 0       |
| Déi Lenk (DL)                                              | 18.316  | 1,69  | 0       |
| Partido Comunista de Luxemburgo (KPL)                      | 12.761  | 1,17  | 0       |